# Chopin (cratère)
Pour les articles homonymes, voir Chopin (homonymie).
Chopin est un cratère d'impact présent sur la surface de Mercure. 
Le cratère fut ainsi nommé par l'Union astronomique internationale en 1976 en hommage au compositeur franco-polonais Frédéric Chopin. 
Son diamètre est de 131 km. Il se situe dans le quadrangle de Bach (quadrangle H-15) de Mercure. 